# Tucanoichthys tucano
Tucanoichthys tucano  (лат.) — вид тропических пресноводных лучепёрых рыб из семейства харациновых, единственный вид в роде Tucanoichthys.
Длина тела до 1,7 см. Окраска бронзовая со светло-зелёным отливом, блестящая, от жаберных крышек к хвостовому плавнику проходит широкая чёрная полоса, голова красная. Плавники у самок прозрачные, у самцов красноватые. В спинном плавнике 10—11 мягких лучей, в анальном 19—21. Боковой линии почти нет.
Обитает в Южной Америке в реке Уаупес (Uaupés River) в верховьях бассейна Риу-Негру. Бентопелагическая рыба.